# Dives-sur-Mer
Dives-sur-Mer ist eine französische Gemeinde mit 5129 Einwohnern (Stand: 1. Januar 2022) im Département Calvados in der Region Normandie. Dives-sur-Mer gehört zum Arrondissement Lisieux und ist der bevölkerungsreichste Ort im Kanton Cabourg. Die Einwohner werden Divais genannt.

## Geographie
Die westliche Gemeindegrenze bildet der namensgebende Fluss Dives. Umgeben wird Dives-sur-Mer von den Nachbargemeinden Houlgate im Osten, Gonneville-sur-Mer, Grangues im Südosten, Périers-en-Auge im Süden sowie Cabourg im Westen. 
Der kleine Hafen von Dives-sur-Mer mündet nach wenigen Metern in den Ärmelkanal. Das Gemeindegebiet von Dives-sur-Mer reicht jedoch nicht an die Küste, sodass es nur bedingt als Ort der Côte Fleurie gelten kann. Touristisch ist der Ort jedoch wegen seiner historischen und städtebaulichen Bedeutung beliebt.

## Geschichte
858 nisteten sich die Wikinger hier ein, um ihre Plünderzüge ins Landesinnere zu betreiben. Im Jahre 1001 soll hier ein christliches Wunder geschehen sein, welches auch die Grundlage für die Entstehung der Legende der Kirchgründung sein soll.
Vom Hafen von Dives aus setzte Wilhelm der Eroberer 1066 seine Flotte nach England über. 
Bis 1897 hieß der Ort noch Dives, seitdem trägt er die Beifügung sur-Mer.

### Bevölkerungsentwicklung
| Jahr      | 1793 | 1856 | 1861 | 1866 | 1881  | 1911  | 1936  | 1946  | 1962  | 1968  | 1975  | 1982  | 1990  | 1999  | 2006  | 2011  |
| --------- | ---- | ---- | ---- | ---- | ----- | ----- | ----- | ----- | ----- | ----- | ----- | ----- | ----- | ----- | ----- | ----- |
| Einwohner | 370  | 589  | 656  | 854  | 1.001 | 3.614 | 5.300 | 5.046 | 6.258 | 6.299 | 5.875 | 5.508 | 5.344 | 5.812 | 5.864 | 5.940 |

## Gemeindepartnerschaften
Seit 1984 pflegt Dives-sur-Mer eine Partnerschaft mit der deutschen Stadt Oberkochen in Baden-Württemberg. Vor 1989 bestand eine Städte-Partnerschaft mit Hettstedt in Sachsen-Anhalt.

## Sehenswürdigkeiten

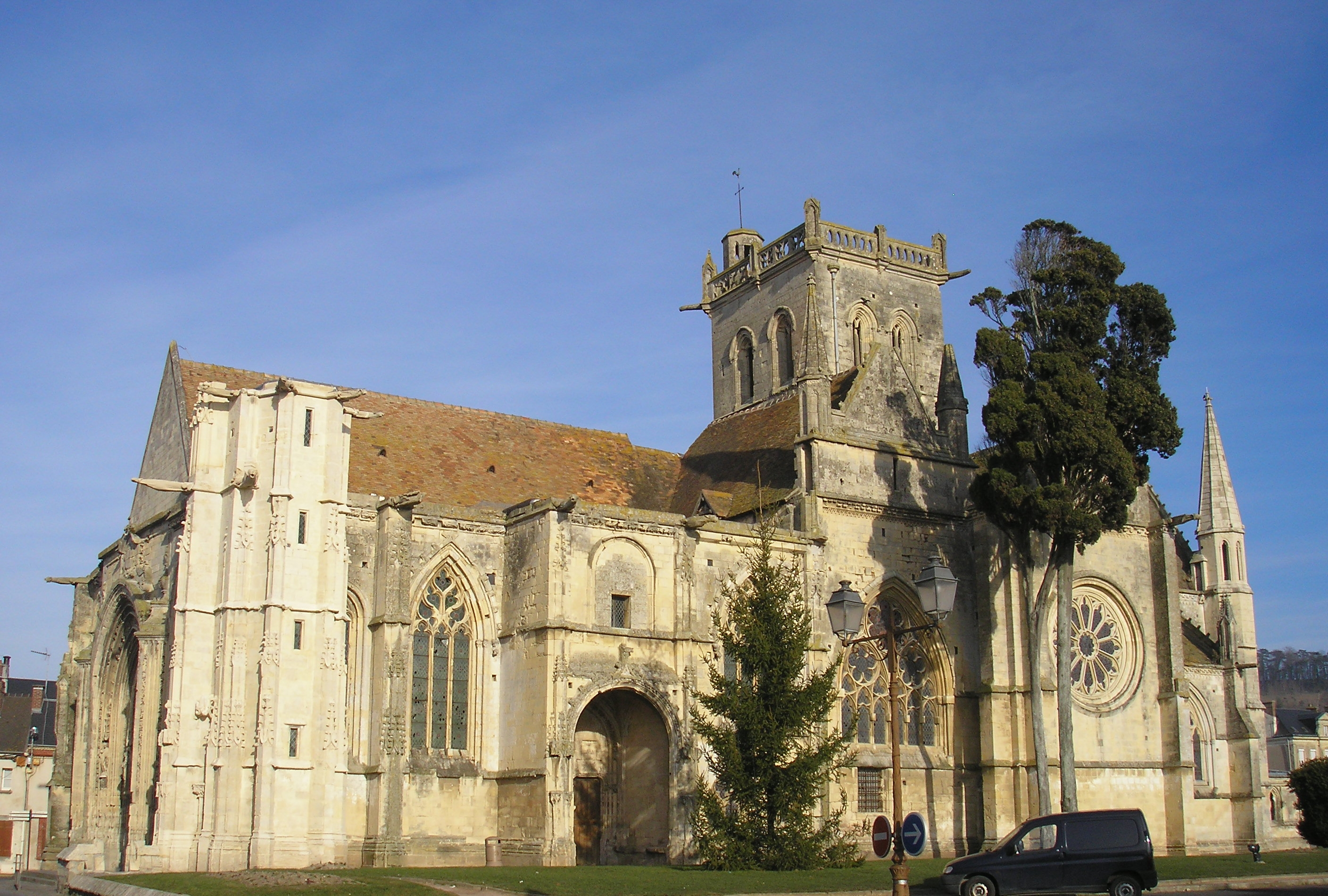
Kirche Notre-Dame

- Kirche Notre-Dame, romanischer Sakralbau aus dem 11. Jahrhundert, seit 1888 Monument historique, im Innenraum über dem Westportal befindet sich eine Tafel mit 475 Namen von Kämpfern, die mit Wilhelm dem Eroberer zur Schlacht von Hastings übersetzten
- Markthalle aus dem 15. Jahrhundert, seit 1918 Monument historique
- Historischer Ortskern

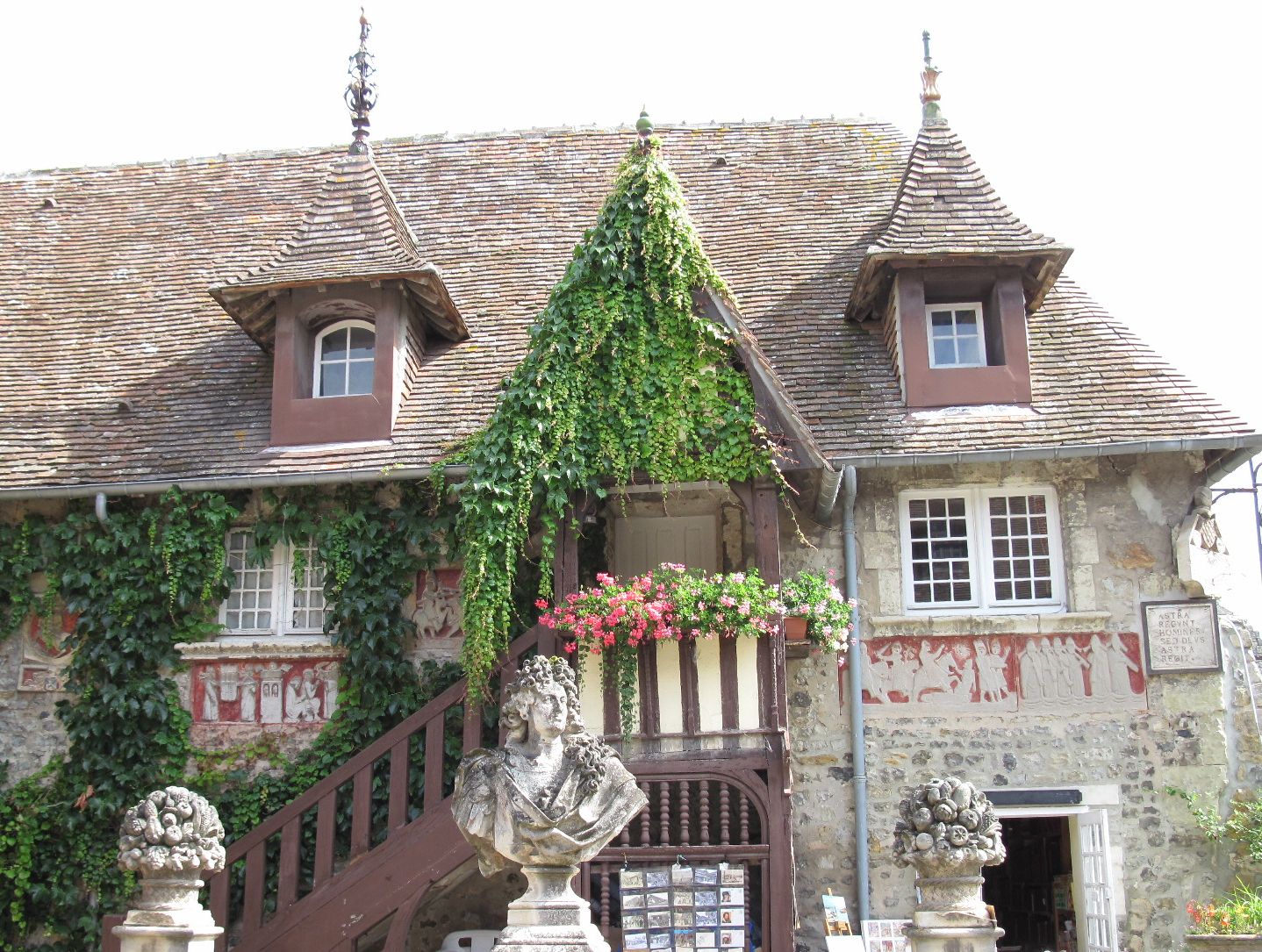
Historisches Gebäude in Dives-sur-Mer

- Manoir de Bois-Hibout, Herrenhaus aus dem 17. Jahrhundert, für den Leduc de la Falaise (Kammerherr Ludwigs XIV.) errichtet, Monument historique seit 1927